# 宣侯 (燕)
宣侯（せんこう、生年不詳 - 紀元前698年）は、燕の君主。繆侯の子で、その後を受けて燕国の君主となった。在位13年。